# Dinu Olărașu
Dinu Olărașu (n. 18 februarie 1962, Vulpășești, județul Neamț) este un poet și cantautor român de muzică folk. Pasionat de poezie, scrie primele versuri în școala generală, dar învață și să cânte la chitară, transpunerea versurilor sale pe muzică fiind o consecință logică. Între 1984 și 1985 evoluează în Cenaclul Flacăra.

## Volume de poezie
- Dăruit eternității pe fereastră, Editura Albatros, București, 1983
- Traficul de transparență, Editura Marineasa, Timișoara, 1997
- Frenetic, Editura Timpul, 1998
- In, Colecția Semn, Editura Brumar, Timișoara, 2001
- Caietele toamnei, Editura Artisis, 2003
- Caietele iernii, Editura Artisis, 2003
- Caietele primăverii, Editura Artisis, 2004
- Caietele verii, Editura Artisis, 2004
- Vamă, Editura Eikon, Cluj-Napoca, 2010
- Dar, Editura Eikon, Cluj-Napoca, 2013
- An

## Discografie
- Vărsător
- Pur și simplu, Tempo Music, 1998
- Vizavi, Intercont Music, 2001
- Altcumva, Cat Music, 2006
- Câmpia lucrurilor bune, Jurnalul național,2009

## Premii
- Premiul Uniunii Scriitorilor pentru poezie
- Cel mai bun cântec folk, “N-ai nevoie de foarte multe…” (Premiile Muzicale Radio România, ediția a cincea)
- Premiul de excelență (Festivalul "Om bun")

## Titluri de piese muzicale
(în ordine alfabetică)
- Ar fi bine
- Azi
- Camera cealaltă
- Cântec de despărțire
- Cea mai urâtă
- Chemați targa
- Coborât, S-a coborât
- Cu toate averile din lume
- Cutia de scrisori
- Dacă toți am bea parfum
- Dă-i la naiba
- Dintre o mie de Sori
- Ploaia
- Ea nu ma lasă
- Ea-i nebuna
- Femeia
- Femeia mea
- Iată, s-au deschis
- Închipuiește-ți, hai
- Îngerul negru
- Jumătate frumos, jumătate urât
- Leagă-mi inima
- Mâine zi
- N-ai nevoie
- N-ai nevoie de foarte multe
- Nașpa
- Nici o veste de la tine
- Nu mă iubești, nu mă iubești
- Nu te mai bucura, iubito, vine iarna
- Nu vrei să fi tu, fratele meu
- Ochiu' dracului
- Ploaia asta nebună
- Pur și simplu
- Regăsitele sensuri
- Rețeta de fericire
- S-a născut Christos
- Sînt cel mai fain băiat
- Sună-mă noaptea
- Targa
- Tu dacă vrei
- Zece ani
- Zilele